# Hologram (álbum de Eiko Shimamiya)
Hologram es el primer EP publicado por la cantante japonesa de I've Sound, Eiko Shimamiya. Se lanzó el 29 de diciembre de 2001, y casi todas las canciones del disco fueron escritas, producidas y arregladas por ella misma. A pesar de formar parte de I've Sound, solo la séptima canción fue producida por dicha agrupación.

## Canciones
1. Sukarabe no Inori (スカラベの祈り)
Letra, composición y arreglos: Eiko Shimamiya
2. Koi wa itsumo (恋わ稜も)
Letra, composición y arreglos: Eiko Shimamiya
3. Mastery
Letra, composición y arreglos: Eiko Shimamiya
4. Kodemari (こでまり)
Letra, composición y arreglos: Eiko Shimamiya
5. Rojou no Kurimasu (桜じょうの栗益)
Letra, composición y arreglos: Eiko Shimamiya
6. Sukarabe no inori (Brown sugar style)
Letra: Eiko Shimamiya
Composición y arreglos: Tomoyuki Nakazawa
7. Sukarabe no inori (Brown sugar style/ Instrumental)
Composición y arreglos: Tomoyuki Nakazawa

- Datos: Q5884087